# ترماس ده ریو هوندو
ترماس ده ریو هوندو (به اسپانیایی: Termas de Río Hondo) یک شهر در آرژانتین است که در ایالت سانتیاگو دل استرو واقع شده‌است.

## خصوصیات
ترماس ده ریو هوندو  ۲۷٬۸۳۸ نفر جمعیت دارد و ۲۶۵ متر بالاتر از سطح دریا واقع شده‌است.

## خواهرخوانده
شهر وییا کارلوس پاس خواهرخواندهٔ ترماس ده ریو هوندو هست.